# Carbosin

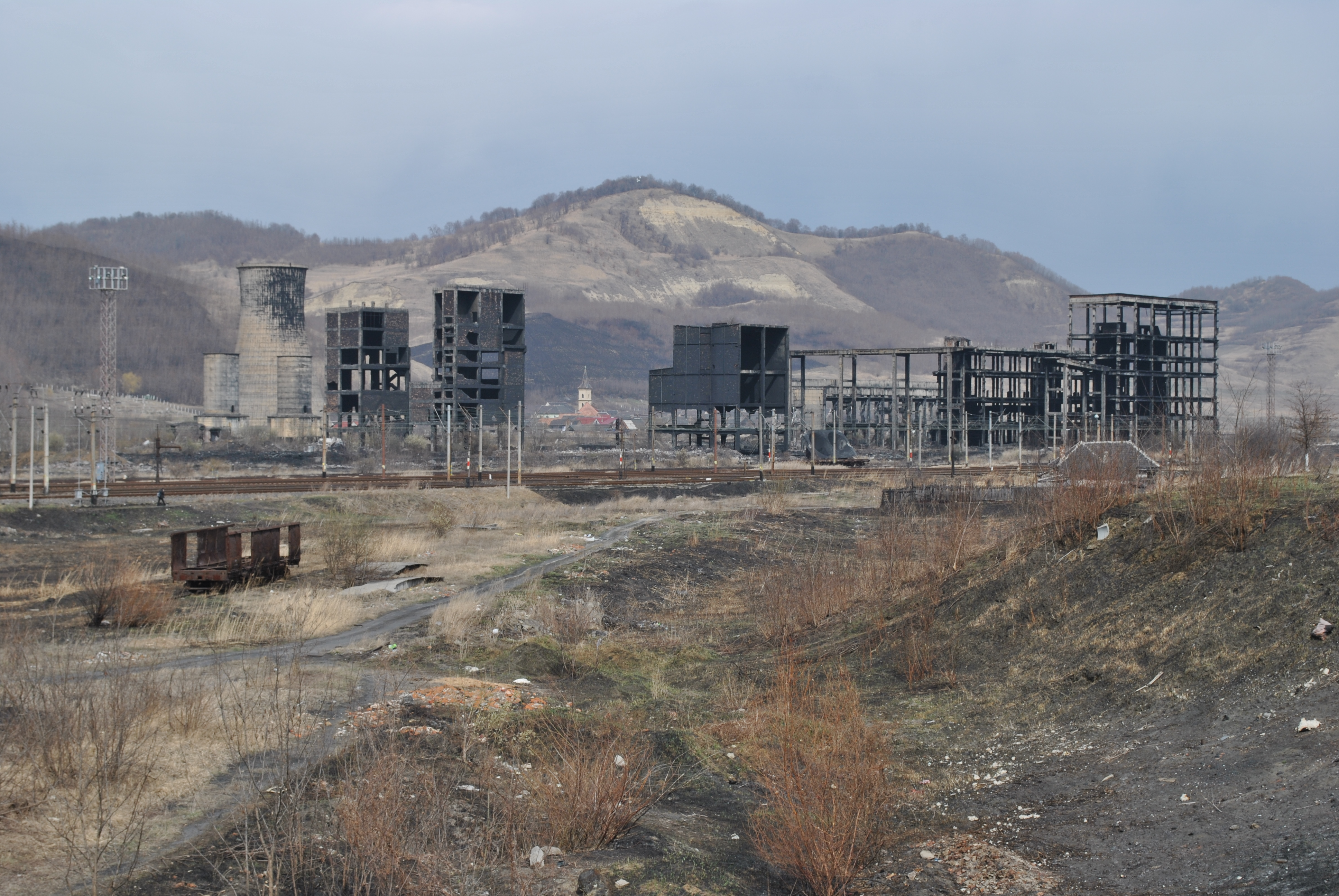
Ruinele fostei uzine chimice Carbosin (2012)

Carbosin a fost o întreprindere românească producătoare de negru de fum din Copșa Mică, întreprindere ce a activat între anii 1936 - 1993. Amplasată pe platforma industrială din Copșa Mică, în apropiere de societatea Sometra, Carbosin a produs negru de fum pentru utilizarea acestuia ca pigment la fabricarea cauciucurilor, vopselelor și plasticurilor. Pe lângă aceasta, Carbosin mai producea stiplex, sulfat de sodiu, acid formic, antirugin și acid oxalic. Timp de aproape 60 de ani, Carbosin a fost unul dintre cei mai mari poluatori, lăsând urme de cenușă pe case, copaci, animale și orice alt obiect din zonă, urme care sunt vizibile și astăzi. La momentul la care uzina chimică funcționa la capacitate maximă, în Carbosin lucrau aproximativ 2.500 de angajați. În 1993, când a început procedura de închidere, mai lucrau aproximativ 1.600 de angajați. Uzina chimică a fost închisă atât pentru a elimina impactul pe care îl avea asupra mediului și al sănătății oamenilor cât și datorită faptului că, după 1989, Carbosin a început să înregistreze pierderi.